# Escape Room (2019)
Escape Room is een Amerikaans-Canadese psychologische horrorfilm uit 2019, geregisseerd door Adam Robitel.

## Verhaal
Zes personen, onbekenden van elkaar, worden uitgenodigd voor een escaperoom waarbij een geldbedrag van tienduizend dollar te winnen valt. Terwijl de genodigden in een wachtruimte zijn om zich aan te melden, nemen ze al deel aan de escaperoom. Niet wetend waar ze daadwerkelijk aan begonnen zijn, moeten ze raadsels oplossen waarbij hun leven op het spel staat.

## Rolverdeling
| Acteur                | Personage                              |
| --------------------- | -------------------------------------- |
| Taylor Russell        | Zoey Davis                             |
| Logan Miller          | Ben Miller                             |
| Jay Ellis             | Jason Walker                           |
| Tyler Labine          | Mike Nolan                             |
| Deborah Ann Woll      | Amanda Harper                          |
| Nik Dodani            | Danny Khan                             |
| Yorick van Wageningen | Gamemaster (bedenker van het labyrint) |